# Pessat-Villeneuve
Pessat-Villeneuve é uma comuna francesa na região administrativa de Auvérnia-Ródano-Alpes, no departamento Puy-de-Dôme. Estende-se por uma área de 6,3 km². Em 2010 a comuna tinha 683 habitantes (densidade: 108,4 hab./km²).